# بن سيساي
بن سيساي (بالإنجليزية: Ben Sisay)‏ (مواليد 11 مارس 1956) هو ملاكم سيراليوني، مثّل بلاده في الألعاب الأولمبية الصيفية 1980.

## روابط خارجية
بن سيساي على موقع أوليمبيديا (الإنجليزية)